# Кудиев, Абдулмажид Амачевич
Абдулмажид Амачевич Кудиев (13 марта 2000, с. Тад-Магитль, Ахвахский район, Дагестан, Россия) — российский и таджикский борец вольного стиля, призёр Чемпионата мира.

## Биография
Является уроженцем села Тад-Магитль Ахвахского района. В июне 2014 года в селе Агвали на республиканском турнире среди юношей памяти Героя Советского Союза Кади Абакарова стал бронзовым призёром. В декабре 2016 года в Каспийске стал бронзовым призёром международного турнира на призы Курамагомеда Курамагомедова. В январе 2019 года стал победителем юниорского первенства Дагестана. В сентябре 2020 года стал бронзовым призёром первенства России среди юниоров. В декабре 2020 года в финале чемпионата России среди молодёжи U23 уступил Чаяну Монгушу из Тывы. В январе 2021 года стал чемпионом Дагестана. В марте 2021 года нанеся поражение Рамазану Ферзалиеву стал бронзовым призёром чемпионата России. С января 2023 года выступает за Таджикистан. В начале февраля 2024 года стал двукратным чемпионом Таджикистана.

## Спортивные результаты
- Чемпионат России по вольной борьбе 2021 — ;
- Чемпионат Таджикистана по вольной борьбе 2024 — ;
- Чемпионат мира по борьбе 2024 — ;